# Fréchet-Aure
Fréchet-Aure ist eine französische Gemeinde mit 16 Einwohnern (Stand 1. Januar 2022) im Département Hautes-Pyrénées in der Region Okzitanien (vor 2016: Midi-Pyrénées). Sie gehört zum Arrondissement Bagnères-de-Bigorre und zum Kanton Neste, Aure et Louron.
Die Einwohner werden Fréchetais und Fréchetaises genannt.

## Geographie
Fréchet-Aure liegt circa 24 Kilometer südöstlich von Bagnères-de-Bigorre in der historischen Provinz Quatre-Vallées.
Umgeben wird Fréchet-Aure von den fünf Nachbargemeinden:
|         | Beyrède-Jumet-Camous                        |           |
| Arreau  | Kompassrose, die auf Nachbargemeinden zeigt | Ardengost |
| Pailhac | Jézeau                                      |           |

Fréchet-Aure liegt im Einzugsgebiet des Flusses Garonne oberhalb des rechten Ufers der Neste, einem seiner Nebenflüsse.
Zwei Nebenflüsse der Neste durchqueren das Gebiet der Gemeinde. Der Ruisseau de la Garrade bewässert den südlichen Teil während der Ruisseau d’Ardengost an der nordöstlichen Grenze zu den Nachbargemeinden Beyrède-Jumet-Camous und Ardengost entlangfließt. Der Coume d’Hontadet entspringt in der südlichen Nachbargemeinde Jézeau und mündet in Fréchet-Aure in den Ruisseau d’Ardengost.

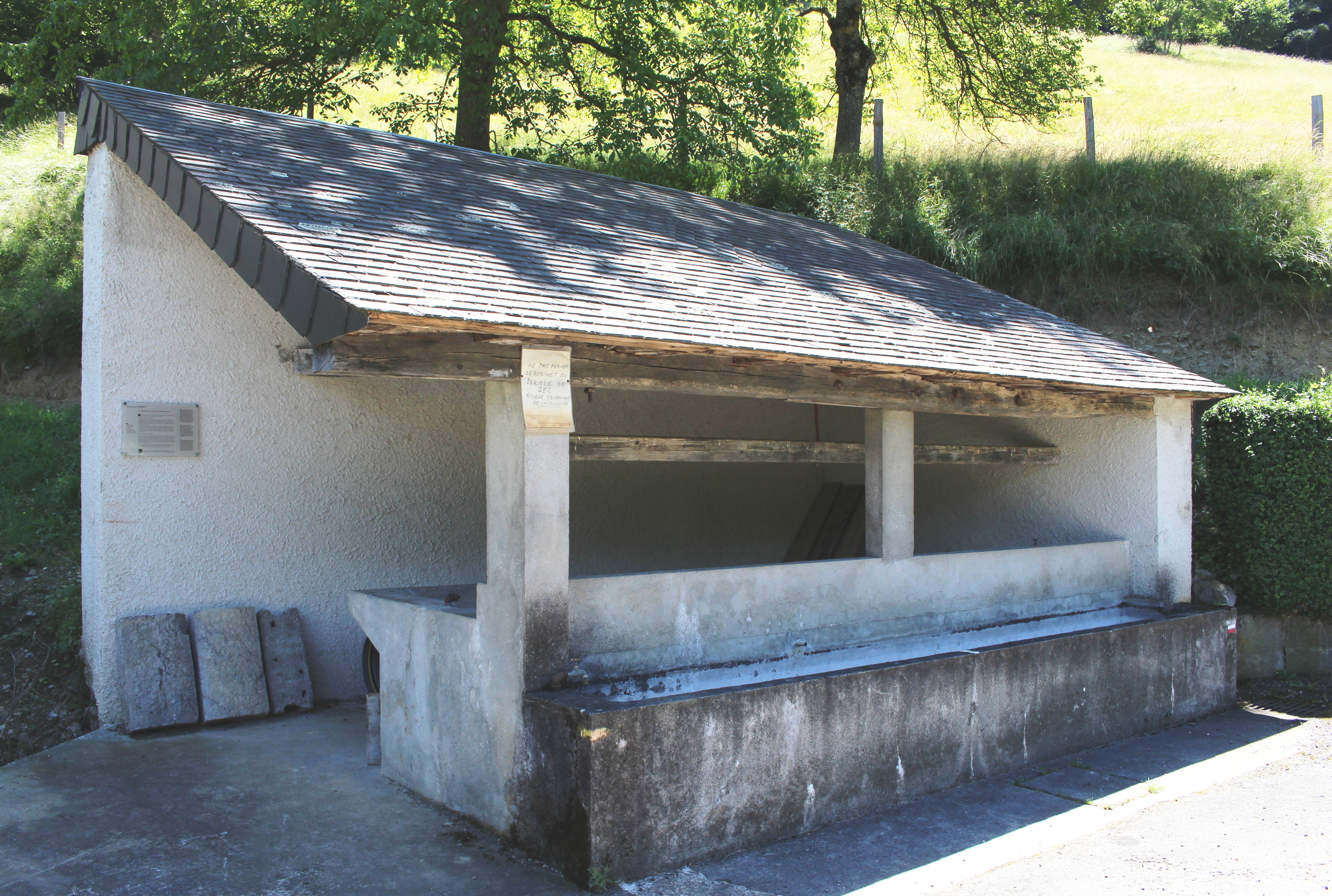
Waschhaus

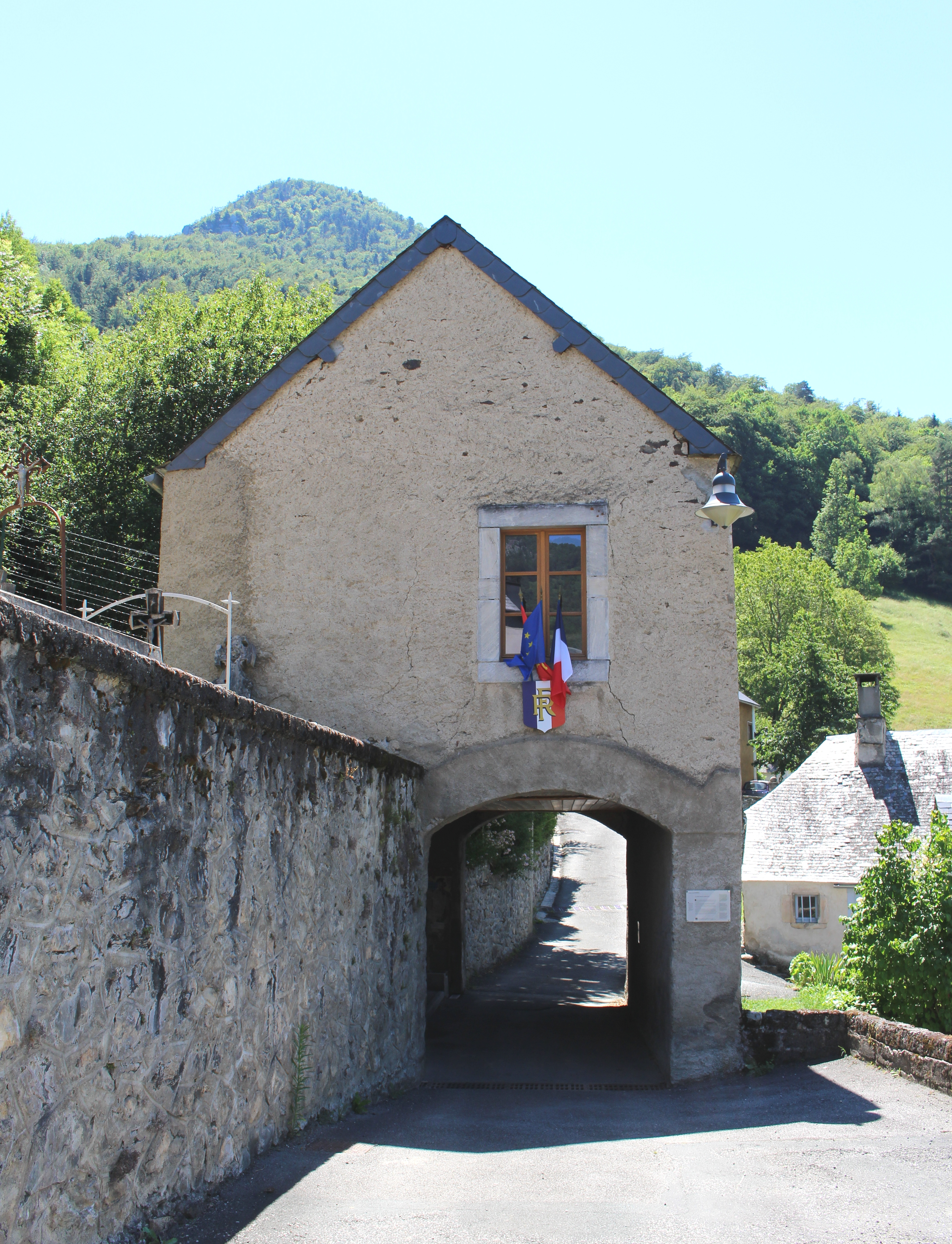
Bürgermeisteramt (Mairie)

## Geschichte
Wie an Funden in der Grotte Le Noisetier ersichtlich, wurde das Gebiet der Gemeinde bereits im Mittelpaläolithikum von Neandertalern besiedelt.
Die Grundherrschaft der Gemeinde gehörte im 18. Jahrhundert der Familie d’Aspe. Gegen 1770 war der Seigneur der Graf Joseph d’Aspe, Grundherr von Aspin, Fréchet und anderen Dörfern. Er residierte in Auch. Das Gebäude des Bürgermeisteramts und der Schule wurde Opfer eines Brandes in der Nacht vom 16. zum 15. Januar 1907.

## Toponymie
Der okzitanische Name der Gemeinde heißt Hereishet. Er hat seinen Ursprung im lateinischen fraxinus, der zusammen mit einem Suffix -etum „mit Eschen bepflanzter Ort“ bedeutet.
Ein Spitzname der Bewohner der Gemeinde lautet Eths sarnalhèrs (deutsch die, die sich gerne in der Sonne wie Eidechsen sonnen), ein Hinweis auf die sonnige Lage. Auf dem Wappen sind gleichfalls zwei Eidechsen abgebildet.
Toponyme und Erwähnungen von Fréchet-Aure waren:
- de Fraxineto (1387, Kirchenregister des Comminges),
- Frechet (1750, 1790, 1793 und 1801, Karte von Cassini, Département 1 und 2, Notice Communale bzw. Bulletin des lois),
- Fréchet d’Arreau (1806, Laboulinière).[5][6][4]

## Einwohnerentwicklung
Nach Beginn der Aufzeichnungen stieg die Einwohnerzahl bis zur ersten Hälfte des 19. Jahrhunderts auf einen Höchststand von rund 80. In der Folgezeit sank die Größe der Gemeinde bei kurzen Erholungsphasen bis zu den 1970er Jahren auf 7 Einwohner, bevor sich anschließend die Einwohnerzahl zwischen 10 und 15 stabilisierte.
| Jahr      | 1962 | 1968 | 1975 | 1982 | 1990 | 1999 | 2006 | 2011 | 2022 |
| --------- | ---- | ---- | ---- | ---- | ---- | ---- | ---- | ---- | ---- |
| Einwohner | 11   | 15   | 7    | 10   | 15   | 10   | 13   | 13   | 16   |

## Sehenswürdigkeiten
- Pfarrkirche Saint-Saturnin. Ihren Ursprung hat die Kirche in der Romanik im 12. Jahrhundert. Sie besteht aus einem einschiffigen Langhaus, einer halbrunden Apsis mit Kesselgewölbe und einem kleinen Glockengiebel mit zwei Aussparungen für die Glocken. Im Jahre 1779 wurde an der Nordseite ein großes Eingangsportal geschaffen. Der Eingang ist mit einem grauen marmorierten Kalkstein umrahmt. Die Türflügel sind mit Stabornamentik verziert. Die Sakristei datiert wahrscheinlich ebenfalls aus dem 18. Jahrhundert. Im 19. Jahrhundert wurden die Fenster auf der Südseite vergrößert.
- Grotte Le Noisetier

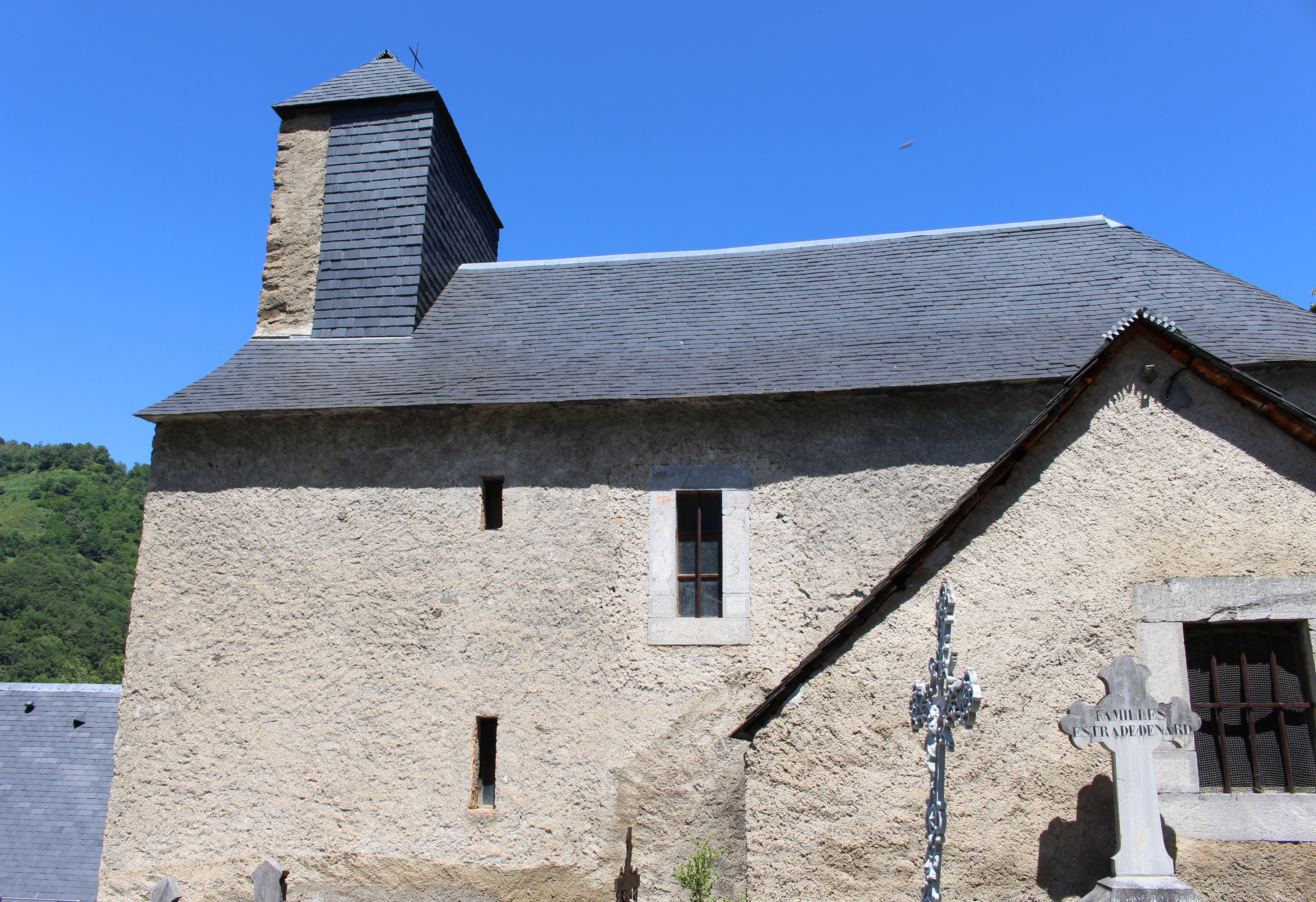
Pfarrkirche Saint-Saturnin
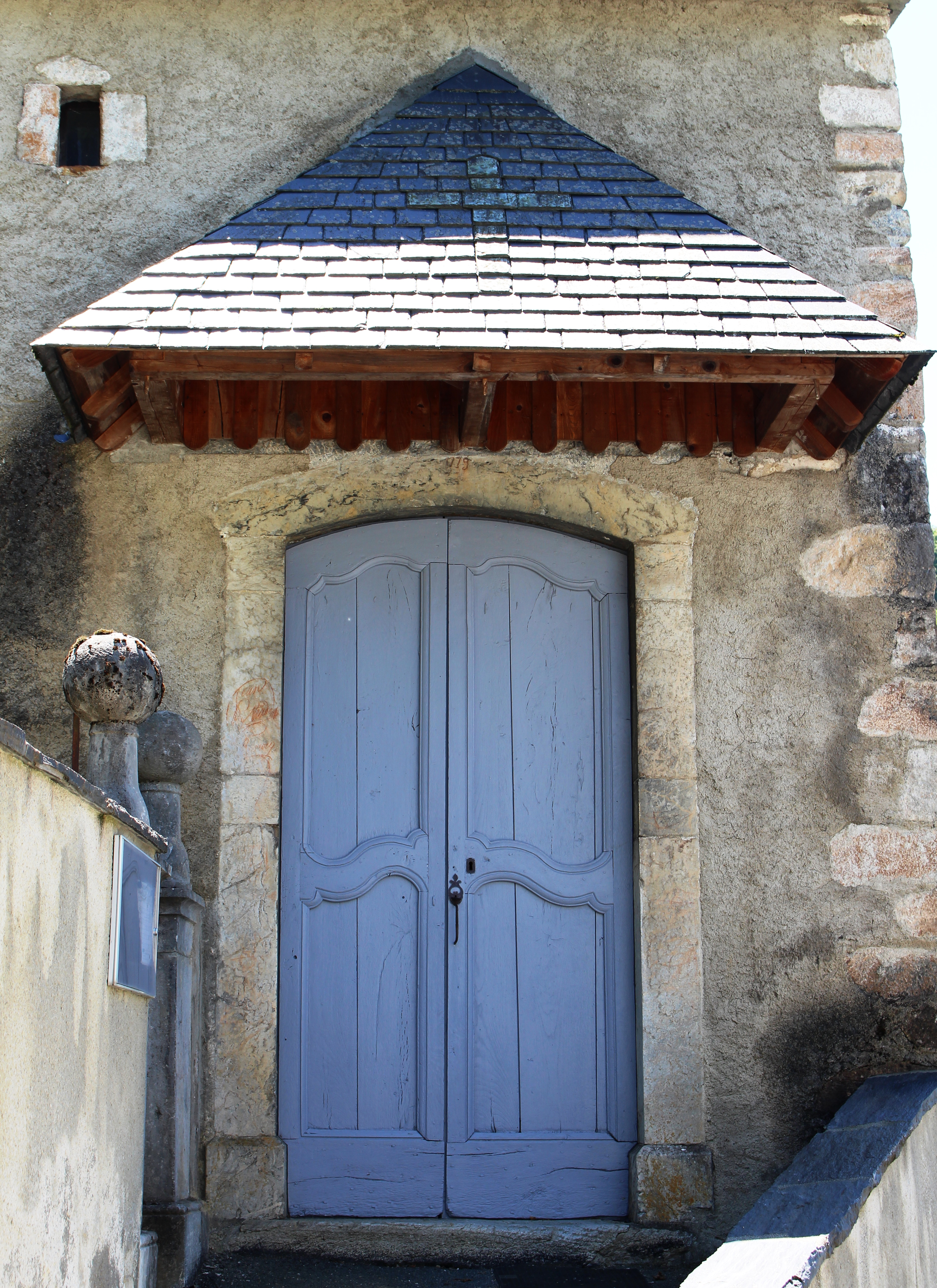
Eingangsportal
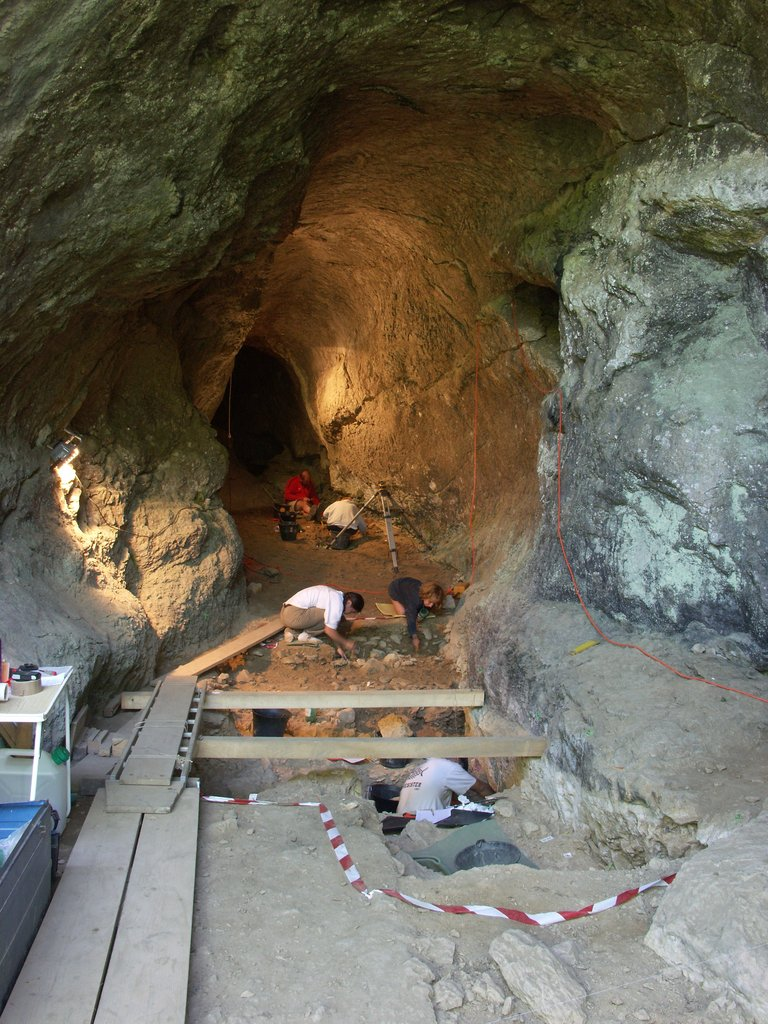
Ausgrabungsarbeiten in der Grotte Le Noisetier im Sommer 2005

## Wirtschaft und Infrastruktur
Fréchet-Aure liegt in den Zonen AOC der Schweinerasse Porc noir de Bigorre und des Schinkens Jambon noir de Bigorre.

Logo des Jakobswegs

### Sport und Freizeit
Der Fernwanderweg GR 105 von Lortet zum Port d’Ourdissétou führt auch durch das Zentrum von Fréchet-Aure. Er ist ein alternativer Weg zu einem Parallelweg der Via Tolosana, einem der vier Jakobswege in Frankreich.

### Verkehr
Das Zentrum von Fréchet-Aure ist erreichbar über die Route départementale 109, die von der Route départementale 929, der ehemaligen Route nationale 129 abzweigt, die auf der anderen Seite der Neste verläuft. Außerdem durchquert die Route départementale 19 das Gebiet der Gemeinde.
Die Gemeinde über eine Linie des Busnetzes Lignes intermodales d’Occitanie von Lannemezan nach Saint-Lary-Soulan mit anderen Gemeinden des Départements verbunden.

## Persönlichkeiten
Joseph Campo, geboren am 15. Juli 1919, war von 1977 bis zu seinem Tod im Januar 2013 Bürgermeister der Gemeinde. Für seine Verdienste wurde er zum Ritter der Ehrenlegion und des Ordre national du Mérite ernannt. Während des Zweiten Weltkriegs kämpfte er mit dem französischen Expeditionskorps in Marokko und Italien, wo er verwundet wurde.